# Kirche der Heiligen Boris und Gleb (Hrodna)

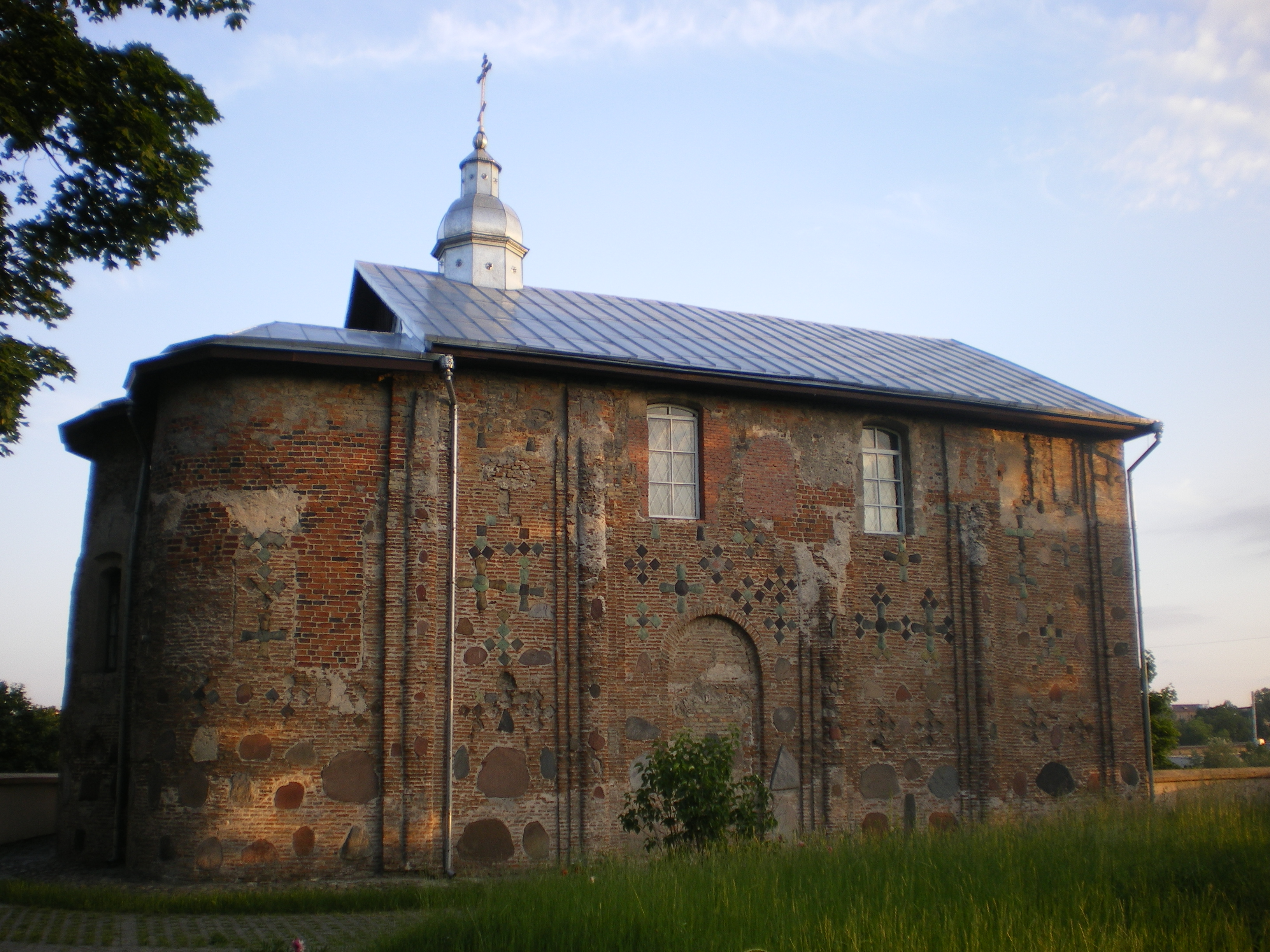
Kaloscha-Kirche

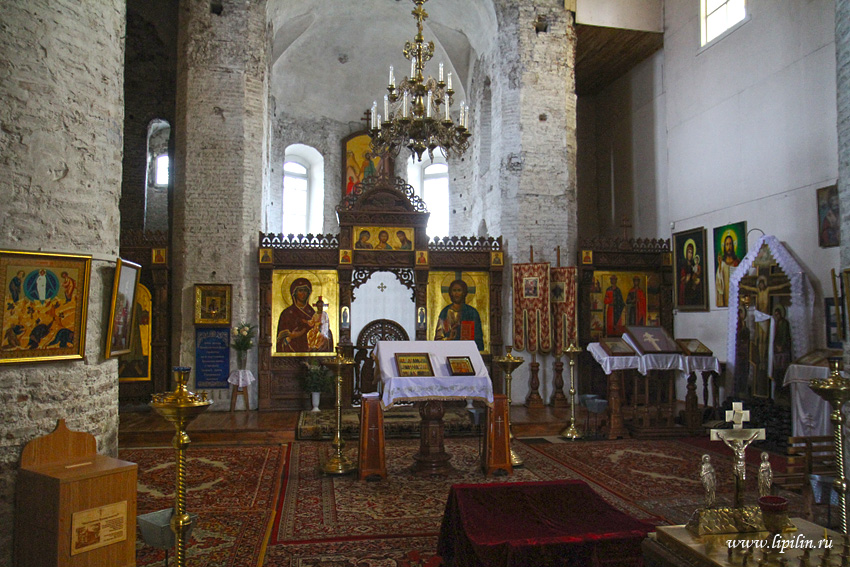
Innenraum

Die Kirche der Heiligen Boris und Gleb (belarussisch Царква Св. Барыса і Глеба) ist das älteste noch existierende Bauwerk in Hrodna, Belarus. Sie steht am frühmittelalterlichen Siedlungsplatz Kaloscha und wird daher auch Kaloscha-Kirche (Каложская царква) genannt. Diese historische Kirche in Schwarzruthenien unterscheidet sich von anderen orthodoxen Kirchen durch die reichhaltige Verwendung polychromer, facettierter blauer Steine. Diese sind mit grünen und roten Tönungen versehen und gekreuzt angeordnet. Teilweise befinden sich auch Figuren an der Wand.

## Architektur
Die Kirche besaß eine Kreuzkuppel, welche von vier quadratisch angeordneten Säulen getragen wurde. Die Außenseite ist durch herausragende Lisenen betont, die wie auch das Gebäude selbst, abgerundete Ecken besitzen. Im Vorderteil des Kirchenschiffs befindet sich die Chor-Empore, die über schmale Stufen an der Westwand erreichbar ist. Zwei weitere Treppen wurden in den Wänden der seitlichen Apsiden wiederentdeckt, und noch ist ihre Bedeutung unklar. Der Kirchboden ist mit Keramikfliesen belegt, die ein dekoratives Muster bilden. Der Innenraum war einst gesäumt mit unzähligen eingebauten Krügen. Gewöhnlich wurden diese in ost-orthodoxen Kirchen als Resonatoren benutzt. Hier dienten sie dem dekorativen Effekt, und aus diesem Grund wurde auch das Hauptschiff nie bemalt.

## Geschichte
Die Kirche wurde vor 1183 erbaut und blieb lange unbeschädigt. 1840 wurde sie von Michał Kulesza abgebildet, bevor die Südwand 1854 teilweise einstürzte. Ursächlich war die Lage und Nähe zum Flussufer der Memel. Während der folgenden Restaurierungsarbeiten wurden Fragmente eines Freskos aus dem 12. Jahrhundert in den Apsiden entdeckt. Reste von vier anderen Kirchen im selben Stil, dekoriert mit Krügen und farbigen Steinen statt Fresken, wurden in Hrodna und Vawkavysk gefunden. Sie alle können auf das 13. Jahrhundert datiert werden, wie auch die Reste des ersten Steinpalastes im alten Schloss Hrodna.
2004 wurde die Kirche in die Tentativliste des UNESCO-Welterbes in Belarus aufgenommen.